# Орден Кадырова
О́рден Кады́рова (О́рден и́мени Ахма́та Кады́рова) — высшая государственная награда Чеченской Республики. Учреждена 19 августа 2004 года в память о президенте Чеченской Республики Ахмате Кадырове, погибшем в результате террористического акта.

## История
Орден учреждён Указом Президента Чеченской Республики от 19 августа 2004 года № 208 «Об ордене Кадырова», который утратил силу в соответствии с Указом Главы Чеченской Республики от 24 ноября 2015 года № 212 «Об ордене Кадырова», согласно которому утверждены новый статут ордена, приведено его описание и рисунок ордена.
Орден вручается за выдающиеся заслуги перед Чеченской Республикой.

## Статут ордена
Орденом Кадырова награждаются выдающиеся государственные и общественные деятели, чеченские исполнители и танцоры, граждане и организации за исключительные заслуги, связанные с развитием государственности, достижениями в труде, укреплением мира, дружбы и сотрудничества между народами, способствующие процветанию и славе Чеченской Республики.
Лица, удостоенные ордена Кадырова, приглашаются Главой Чеченской Республики и Правительством Чеченской Республики на все мероприятия, посвященные государственным праздникам и другим важным событиям в Чеченской Республике.

## Описание ордена
Орден Кадырова изготавливается из золота 750 пробы имеет форму круга диаметром 33 мм весом 55—60 граммов с выпуклым бортиком.
На лицевой стороне изображён портрет первого президента Чеченской Республики А. Кадырова. На оборотной стороне в верхней части ордена по кругу надпись рельефными буквами «СЫН СВОЕГО НАРОДА» и посередине ордена надпись в две строки: «ОН  УШЕЛ» и «НЕПОБЕЖДЕННЫМ». Внизу порядковый номер ордена и рельефная выпуклая пятиконечная звездочка.
Орден при помощи ушка и кольца соединяется с золотой прямоугольной колодкой. Колодка состоит из двух пластинок: осно́вная (задняя) и лицевая (передняя).
Лицевая часть колодки (выпуклая) инкрустирована драгоценными камнями: рубины (количество 36 штук, вес 1,8 карата), сапфиры (количество 36 штук, вес 1,8 карата), бриллианты (количество 36 штук, вес 1,08 карата). Высота пластинки — 18 мм, ширина — 23 мм.
Задняя часть колодки (плоская) с двумя прорезями по горизонтали в верхней и нижней части, высота — 21 мм, ширина — 23 мм, на задней стороне булавка. На креплении булавки в нижней части указана проба золота.

## Награждённые
См.: Категория:Кавалеры ордена имени Ахмата Кадырова

### Иностранные граждане
- Назарбаев, Нурсултан Абишевич
- Пашазаде, Аллахшукюр Гуммет оглы[3]

### Деятели вне Чеченской Республики
- Козак, Дмитрий Николаевич
- Лужков, Юрий Михайлович
- Трошев, Геннадий Николаевич
- Нургалиев, Рашид Гумарович
- Церетели, Зураб Константинович
- Путин, Владимир Владимирович, 2007 (вручён в 2023 году)[4]
- Иванов, Сергей Борисович, 2007[5]
- Слуцкий, Леонид Эдуардович, 2007[6]
- Лебедев, Вячеслав Михайлович
- Абрамов, Сергей Борисович
- Ромашкин, Игорь Константинович, 2015
- Золотов, Виктор Васильевич, 2016[7]
- Чуб, Владимир Фёдорович
- Юргель, Николай Викторович 2008г.
- Сайтиев, Бувайсар Хамидович
- Арсамаков, Абубакар Алазович, 2010[8]
- Магомедтагиров, Адильгерей Магомедович
- Махачев, Гаджи Нухиевич
- Бердиев, Исмаил Алиевич
- Пушилин, Денис Владимирович, 2022
- Матвиенко, Валентина Ивановна, 2024[9]

### Деятели Чеченской Республики
- Кадырова, Аймани Несиевна
- Ямадаев, Сулим Бекмирзаевич
- Кадыров, Магомед Абдулхамидович
- Кадыров, Рамзан Ахматович
- Асуханова, Лилия Шамхановна
- Лорсанов, Сайпуди Шамсудинович — посмертно, начальник Октябрьского РОВД, 2007
- Хучиев, Муслим Магомедович, 2007
- Каримов, Альви Ахмадович
- Саидов, Заурбек Асланбекович — ректор Чеченского государственного университета[10]
- Бархаджиев, Нурид Аптиевич — Председатель Комитета по делам молодежи Чеченской Республики
- Ахмадов, Шахид Саидович — министр здравоохранения Чеченской Республики
- Савчин, Михаил Михайлович — прокурор Чеченской Республики
- Абдул-Кадыров, Шарпудди Муайдович — прокурор Чеченской Республики, 2014
- Абдурахманов, Дукуваха Баштаевич
- Мартынов, Даниил Васильевич — помощник главы Чеченской Республики по силовому блоку
- Хабиров, Али Магомедович
- Джайрханов, Ахмед Магомедович — военный комиссар Чеченской Республики
- Ирисханов, Али Зайндинович — начальник УФСИН России по Чеченской Республике
- Ирисханов, Анзор Ахметович
- Умаров, Джамбулат Вахидович
- Динаев, Алихан Мавладиевич — учитель года России 2018, народный учитель ЧР
- Гучигов, Аламат Махмудович
- Кадырова, Хадижат Рамзановна[11]
- Кадыров, Ахмат Рамзанович
- Кадыров, Адам Рамзанович

### Организации
- Государственный ансамбль танца «Вайнах»